# ديتر هونس
ديتر هونِس (بالألمانية: Dieter Hoeneß) مواليد 7 يناير 1953 في أولم، ألمانيا الغربية، هو لاعب كرة قدم ألماني دولي سابق كان يلعب كمهاجم. سبق له أن لعب في كأس العالم لكرة القدم مع منتخب بلاده. لعب خلال مسيرته 432 مباراة سجل خلالها 192 هدفاً.

## المسيرة الاحترافية

### أندية لعب لها
- نادي آلن
- نادي شتوتغارت
- بايرن ميونخ

## روابط خارجية
- ديتر هونِس على موقع IMDb (الإنجليزية)

- ديتر هونِس على موقع الاتحاد الدولي (مؤرشف)  (الإنجليزية)
- ديتر هونِس على موقع قاعدة بيانات كرة القدم.إي يو (الإنجليزية)
- ديتر هونِس على موقع بيانات كرة القدم. دي إي (الألمانية)
- ديتر هونِس على موقع ناشيونال فوتبول تيمز (الإنجليزية)
- ديتر هونِس على موقع عالم كرة القدم.نت (الإنجليزية)